# Ketron Audya
Ketron AUDYA – stacja robocza firmy Ketron, wprowadzona na rynek w 2008 roku.

## Opis
Audya posiada kolorowy wyświetlacz TFT; 320x240 pikseli, 76 klawiszy After Touch, 80GB dysk twardy, oraz 197 głosową polifonię. Instrument ten wyposażony został w 360MB próbek Wave. Audya ma 320 brzmień typu "program".

## Modele i wersje
Seria Audya składa się z 4 modeli:
- Audya - 76 klawiszy
- Audya 5 - 61 klawiszy
- Audya 4 - moduł brzmieniowy, z wszystkimi opcjami prócz klawiszy
- Audya 8 - model z klawiaturą akordeonu guzikowego.